# 真田豊実
真田豊実（さなだ とよざね、1959年9月1日 -）は、日本のマジシャン。
1979年のFISMブリュッセル大会でマニピュレーション部門2位を受賞。これは日本人として初のFISM入賞となった。また、3年後のローザンヌ大会でもグランプリに続くマニピュレーション部門特別賞を受賞している。
小学生の頃に本屋で手品の本を見つけてから奇術に興味をもつようになった。
ワンハンド・サークル・ファンという技法の創始者。これはもともと、サークル・ファンという技法を両手で行っているところの写真を見て、これを片手で行っているものだと勘違いして片手で練習し始めたところから生まれた。
サナダギミックと呼ばれる奇術道具の考案者でもある。